# Traités de Velasco

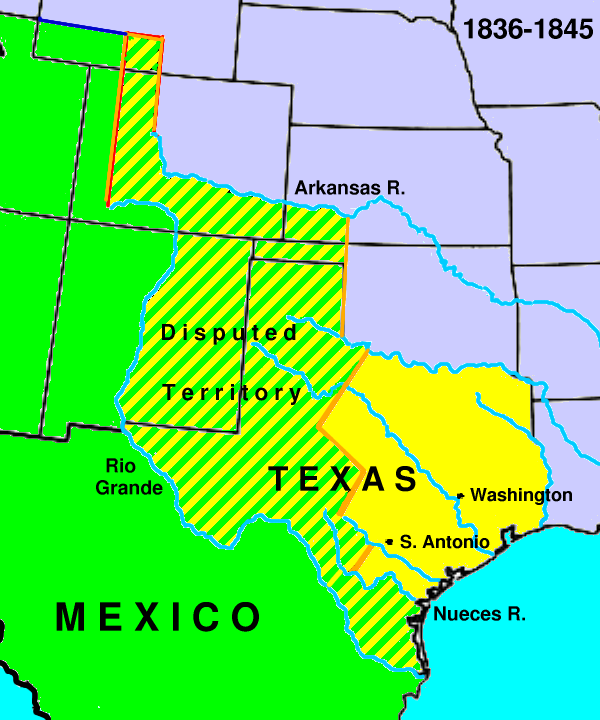
Carte de la République du Texas après le traité de Velasco entre 1836 et 1845.

Les traités de Velasco désignent deux documents signés à Velasco (Texas) (en) (aujourd'hui Surfside Beach) le 14 mai 1836 entre Antonio López de Santa Anna, représentant le Mexique et la république du Texas, après la bataille de San Jacinto (21 avril 1836) entérinant la fin des hostilités et la première reconnaissance de l'indépendance du Texas.